# 法氏马先蒿
法氏马先蒿（学名：Pedicularis fargesii）是列当科马先蒿属的植物，为中国的特有植物。分布于中国大陆的四川、甘肃等地，生长于海拔1,400米至3,800米的地区，常生于石灰岩上和松林中，目前尚未由人工引种栽培。

## 异名
- Pedicularis fargesii Franch. var. wulingensis Q. Lin et T. R. Cao